# Maelbeek (râu în Regiunea Bruxelles)

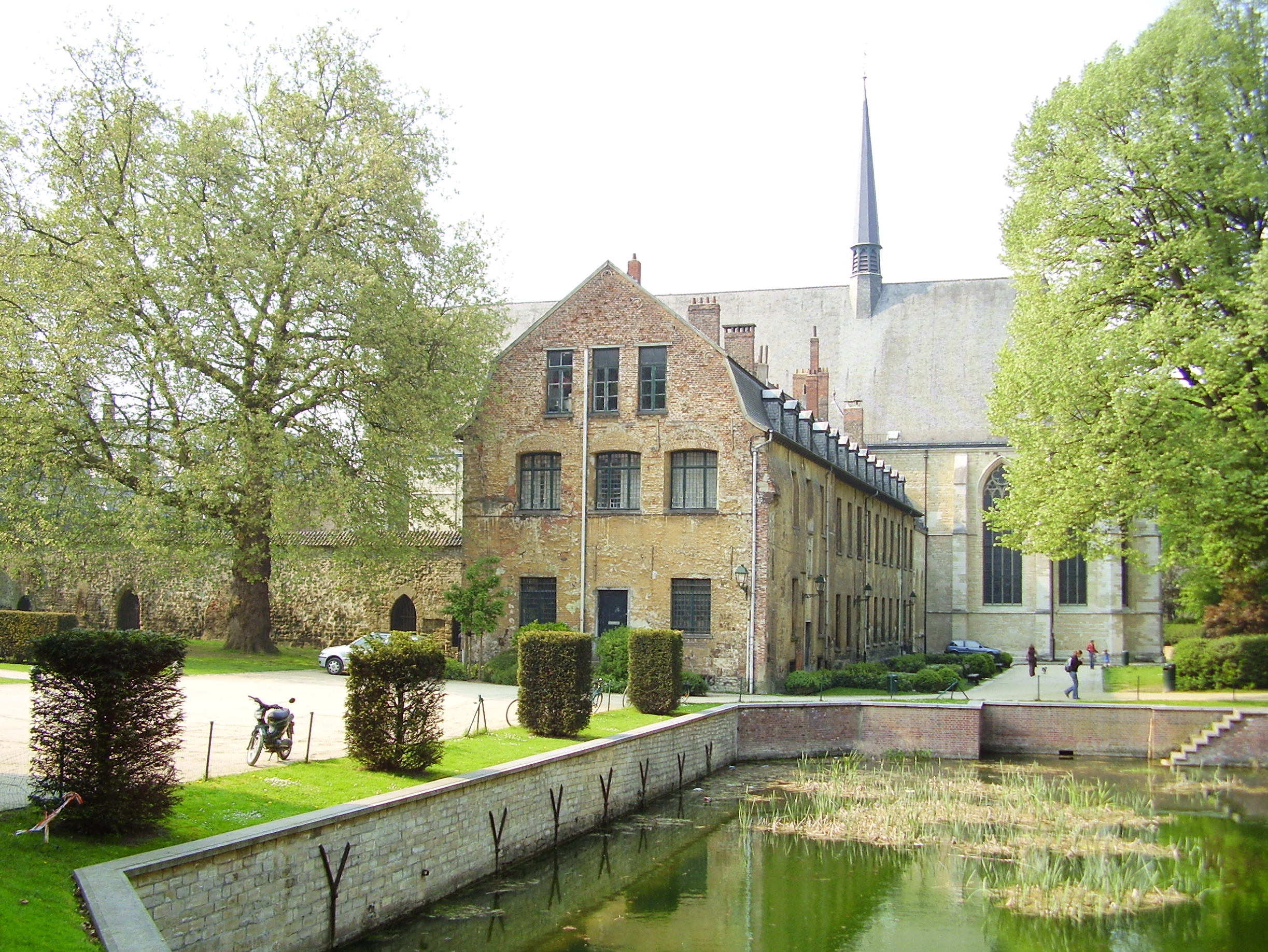
Izvorul Maelbeekului (mănăstirea Cambre)

Maelbeek (neerlandeză Maalbeek) este un râu din Regiunea Capitalei Bruxelles din Belgia, afluent al râului Senne. Numele Maelbeek înseamnă «râul morii», deoarece pe vremuri erau multe mori pe el. Izvorăște din pădurea Cambre în sudul Bruxelles-ului, trece prin comunele Etterbeek, Ixelles, Sint-Joost-ten-Node, apoi se varsă în râul Senne în comuna Schaerbeek. Maelbeekul a fost canallizat în 1872. Înainte de aceasta pe cursul său erau amenajate 58 de lacuri. Astăzi nu mai sunt decât 6: cel de la mănăstirea Cambre, două în Ixelles, cel din Parcul Leopold, lacul din Piața Marie-Louise și cel din Parcul Josaphat. 